# 1. HRL 2006./07.
1. "A" hrvatska liga u rukometu 2006./07.
U sezoni 2006/07. to je u Hrvatskoj bio najviši natjecateljski razred u športu rukometu.

## Sudionici
Sudionici su zagrebački "Zagreb", osječki "Osijek Elektromodul", crikvenička "Crikvenica", karlovački "Karlovac", splitski "Koteks Split", porečki "Poreč", varaždinski "Varteks Di Caprio", zatim "Gorica", riječki "Zamet", zagrebački "Agram Medveščak", metkovski "Metković", našičke "Našice", zatim "RK Perutnina Pipo IPC Čakovec", đakovsko "Đakovo" te "Moslavina" i "Dubrava".

## Natjecateljski sustav
Liga se sastojala od tri dijela: 
- Prvi dio lige je bio dvije skupine s osam momčadi koje su odigrale međusobno po dvije utakmice (14 kola). Prve dvije momčadi iz svake skupine su se plasirale u doigravanje za prvaka, a preostale u klasifikacijsku ligu (liga 12).
- Ligu za prvaka (liga 4) su sačinjavale četiri momčadi (prve dvije iz svake skupine prvog kruga) te su odigrale 12 kola, te su se dvije prvoplasirane momčadi plasirale u završnicu prvenstva.
- Klasifikacijsku ligu (Liga 12) su sačinjavale ostalih 12 momčadi koje nisu ušle u Ligu 4. Momčadima koje su bile u istim skupinama su preneseni međusobni rezultati, te su u ovoj ligi odigrali još 12 utakmica s klubovima koji su bili u drugoj skupini.
- Završnica prvenstva – igrali su je prve dvije momčadi iz Lige 4, a prvak bi bila momčad koja prva ostvari 10 bodova (uračunati i prethodni susreti u prvenstvu).

## Tablice

### 1. dio

#### Skupina A
| Mj. | Klub                         | ut. | pob. | neod. | por. | gol+ | gol- | gr  | bod |         |
| --- | ---------------------------- | --- | ---- | ----- | ---- | ---- | ---- | --- | --- | ------- |
| 1.  | Zageb                        | 14  | 12   | 2     | 0    | 489  | 232  | 257 | 26  | Liga 4  |
| 2.  | Osijek Elektromodul          | 14  | 9    | 1     | 4    | 417  | 364  | 53  | 19  | Liga 4  |
| 3.  | Poreč                        | 14  | 7    | 3     | 4    | 464  | 452  | 12  | 17  | Liga 12 |
| 4.  | Koteks Split                 | 14  | 4    | 2     | 8    | 368  | 395  | -27 | 10  | Liga 12 |
| 5.  | Karlovac                     | 14  | 4    | 2     | 8    | 357  | 378  | -21 | 10  | Liga 12 |
| 6.  | Gorica Velika Gorica         | 14  | 5    | 0     | 9    | 392  | 441  | -50 | 10  | Liga 12 |
| 7.  | Varteks Di Caprio (Varaždin) | 14  | 4    | 2     | 8    | 386  | 447  | -51 | 10  | Liga 12 |
| 8.  | Crikvenica                   | 14  | 4    | 1     | 9    | 364  | 438  | -74 | 9   | Liga 12 |

#### Skupina B
| Mj. | Klub                       | ut. | pob. | neod. | por. | gol+ | gol- | gr  | bod |         |
| --- | -------------------------- | --- | ---- | ----- | ---- | ---- | ---- | --- | --- | ------- |
| 1.  | Perutnina PIPO IPC Čakovec | 14  | 11   | 1     | 2    | 494  | 430  | 64  | 23  | Liga 4  |
| 2.  | Moslavina Kutina           | 14  | 8    | 1     | 5    | 443  | 439  | 4   | 17  | Liga 4  |
| 3.  | Nexe Našice                | 14  | 7    | 1     | 6    | 416  | 423  | -7  | 15  | Liga 12 |
| 4.  | Agram Medveščak Zagreb     | 14  | 7    | 0     | 7    | 473  | 432  | 42  | 14  | Liga 12 |
| 5.  | Dubrava Zagreb             | 14  | 6    | 1     | 7    | 405  | 425  | -20 | 13  | Liga 12 |
| 6.  | Metković                   | 14  | 5    | 2     | 7    | 390  | 407  | -17 | 12  | Liga 12 |
| 7.  | Zamet Rijeka               | 14  | 4    | 2     | 8    | 389  | 383  | 6   | 10  | Liga 12 |
| 8.  | Đakovo                     | 14  | 4    | 0     | 10   | 372  | 448  | -76 | 8   | Liga 12 |

### Drugi dio prvenstva

#### Liga 4 (Liga za prvaka)
Međusobne utakmice iz prve faze prenesene, te s protivnikom iz iste skupine odigrane još dvije utakmice, a iz druge skupine po šetiri utakmice (ukupno 10 kola).
| Mj. | Klub                       | ut. | pob. | neod. | por. | gol+ | gol- | gr  | bod |           |
| --- | -------------------------- | --- | ---- | ----- | ---- | ---- | ---- | --- | --- | --------- |
| 1.  | Croatia Osiguranje Zagreb  | 12  | 10   | 1     | 1    | 434  | 346  | 88  | 21  | završnica |
| 2.  | Osijek Elektromodul        | 12  | 6    | 2     | 4    | 354  | 357  | -3  | 14  | završnica |
| 3.  | Perutnina PIPO IPC Čakovec | 12  | 4    | 1     | 7    | 384  | 397  | -13 | 9   |           |
| 4.  | Moslavina Kutina           | 12  | 2    | 0     | 10   | 357  | 429  | -72 | 4   |           |

#### Liga 12 (Klasifikacijska liga za 5. – 16. mjesto)
Klubovima koji su igrali u istim skupinama su preneseni rezultati, a odigrali su u ligi 12 utakmica protiv ostalih 6 klubova s kojima nisu bili u istoj skupini prve faze (12 kola), što daje ukupno 22 utakmice za svaki klub.
| Mj. | Klub                         | ut. | pob. | neod. | por. | gol+ | gol- | gr  | bod     |
| --- | ---------------------------- | --- | ---- | ----- | ---- | ---- | ---- | --- | ------- |
| 1.  | Poreč                        | 22  | 14   | 2     | 6    | 713  | 647  | 66  | 30      |
| 2.  | Agram Medveščak Zagreb       | 22  | 13   | 0     | 9    | 694  | 633  | 61  | 26      |
| 3.  | Nexe Našice                  | 22  | 11   | 2     | 9    | 661  | 667  | -6  | 24      |
| 4.  | Koteks Split                 | 22  | 9    | 4     | 9    | 590  | 590  | 0   | 22      |
| 5.  | Metković                     | 22  | 10   | 2     | 10   | 597  | 600  | -3  | 22      |
| 6.  | Zamet Rijeka                 | 22  | 10   | 1     | 11   | 569  | 543  | 26  | 21      |
| 7.  | Karlovac                     | 22  | 9    | 3     | 10   | 539  | 551  | -22 | 21      |
| 8.  | Varteks Di Caprio (Varaždin) | 22  | 9    | 2     | 11   | 634  | 642  | -8  | 20      |
| 9.  | Dubrava Zagreb               | 22  | 10   | 1     | 11   | 595  | 613  | -18 | 20 (-1) |
| 10. | Gorica Velika Gorica         | 22  | 10   | 0     | 12   | 626  | 642  | -16 | 20      |
| 11. | Crikvenica                   | 22  | 9    | 1     | 12   | 619  | 660  | -41 | 19      |
| 12. | Đakovo                       | 22  | 9    | 0     | 13   | 597  | 642  | -45 | 18      |

### Završnica
Igrale dvije prvoplasirane momčadi iz Lige 4. Prvak postaje momčad koja prva ostvari 10 bodova. Rezultati iz prethodnih faza prvenstva se prenose
| momčad#1                  | momčad#2            | 1. ut    | 2. ut   | 3. ut    | 4. ut   | 5. ut    | 6. ut   | 7. ut    |
| ------------------------- | ------------------- | -------- | ------- | -------- | ------- | -------- | ------- | -------- |
| Croatia Osiguranje Zagreb | Osijek Elektromodul | 34:27* A | 26:26 A | 38:39* B | 36:26 B | 45:25* C | 42:23 C | 36:28* C |

* domaća utakmica za Croatia Osiguranje Zagreb 

A – utakmice igrane u prvom dijelu sezone (Skupina A) 

B – utakmice igrane u Ligi 4 

C – utakmice igrane u završnici 

Croatia Osiguranje Zagreb je osvojio hrvatsko prvenstvo.

### Liga za popunu 1. lige
Igrale je četiri momčadi – desetoplasirana momčad Lige 12 (ukupno 14. u 1. HRL), te tri prvaka skupina 2. HRL kroz turnir. Prve Tri momčadi ostvarile plasman u 1. HRL 007/08.
| Mj. | Klub                 | ut. | pob. | neod. | por. | gol+ | gol- | gr | bod |                 |
| --- | -------------------- | --- | ---- | ----- | ---- | ---- | ---- | -- | --- | --------------- |
| 1.  | Gorica Velika Gorica | 3   | 3    | 0     | 0    | 98   | 78   | 12 | 6   | 1. HRL 2007/08. |
| 2.  | Siscia Sisak         | 3   | 2    | 0     | 1    | 84   | 82   | 2  | 4   | 1. HRL 2007/08. |
| 3.  | Bjelovar             | 3   | 0    | 1     | 2    | 84   | 90   | -6 | 1   | 1. HRL 2007/08. |
| 4.  | Trogir               | 3   | 0    | 1     | 2    | 76   | 84   | -8 | 1   |                 |

## Rezultati

### Prvi dio natjecanja
| Skupina A - 29.kolovoza 2006. Zagreb – Osijek Elektromodul 34:27 - 1.brujna 2006. Crikvenica – Karlovac 20:19 - 2. rujna 2006. Koteks Split – Poreč 31:36 - 2. rujna 2006. Varteks Di Caprio – Gorica 33:31 Skupina B - 2. rujna 2006. Zamet – Agram Medveščak 27:22 - 2. rujna 2006. Metković – Našice 30:25 - 2. rujna 2006. Perutnina Pipo IPC – Đakovo 33:26 - 2. rujna 2006. Moslavina – Dubrava 41:31                                     | Skupina A - 9. rujna 2006. Zagreb – Crikvenica 34:21 - 9. rujna 2006. Karlovac – Varteks Di Caprio 24:25 - 9. rujna 2006. Gorica Koteks – Split 28:19 - 9. rujna 2006. Osijek Elektromodul – Poreč 37:32 Skupina B - 9. rujna 2006. Metković – Zamet 24:23 - 9.rujna 2006. Agram Medveščak – Perutnina Pipo IPC 36:37 - 9. rujna 2006. Đakovo – Moslavina 29:27 - 9. rujna 2006. Našice – Dubrava 29:23                                        | Skupina A - 16. rujna 2006. Poreč – Gorica 34:32 - 16.rujna 2006. Koteks Split – Karlovac 29:24 - 16.rujna 2006. Varteks di Caprio – Zagreb 17:36 - 16.rujna 2006. Crikvenica – Osijek Elektromodul 32:26 Skupina B - 14.rujna 2006. Moslavina – Agram Medveščak 36:34 - 16.rujna 2006. Perutnina Pipo IPC – Metković 35:27 - 16.rujna 2006. Zamet – Našice 34:28 - 17.rujna 2006. Dubrava – Đakovo 29:22                                   |
| Skupina A - 23. rujna 2006. Crikvenica – Varteks di Caprio 32:30 - 23. rujna 2006. Osijek Elektromodul – Gorica 47:30 - 23. rujna 2006. Karlovac – Poreč 26:26 - 25. rujna 2006. Zagreb – Koteks Split 38:22 Skupina B - 22. rujna 2006. Zamet – Perutnina Pipo IPC 29:30 - 23. rujna 2006. Našice – Đakovo 34:20 - 23. rujna 2006. Metković – Moslavina 34:29 - 23. rujna 2006. Agram Medveščak – Dubrava 37:31                                | Skupina A - 21. rujna 2006. Poreč – Zagreb 30:30 - 28. rujna 2006. Varteks Di Caprio – Osijek Elektromodul 26:30 - 30. rujna 2006. Koteks Split – Crikvenica 28:28 - 1. listopada 2006. Gorica – Karlovac 30:23 Skupina B - 30. rujna 2006. Moslavina – Zamet 28:26 - 30. rujna 2006. Dubrava – Metković 29:24 - 4. listopada 2006. Perutnina Pipo IPC – Našice 35:27 - 18. listopada 2006. Đakovo – Agram Medveščak 26:35                     | Skupina A - 3. listopdada 2006. Zagreb – Gorica 34:14 - 7. listopada 2006. Crikvenica – Poreč 35:41 - 7. listopada 2006. Osijek Elektromodul – Karlovac 29:20 - 11. listopada 2006. Varteks Di Caprio – Koteks Split 24:24 Skupina B - 7. listopada 2006. Metković – Đakovo 25:19 - 7. listopada 2006. Zamet – Dubrava 28:26 - 12. listopada 2006. Našice – Agram Medveščak 34:33 - 18.listopada 2006. Perutnina Pipo IPC – Moslavina 51:35 |
| Skupina A - 14. listopada 2006. Poreč – Varteks Di Caprio 47:36 - 15. listopada 2006. Gorica – Crikvenica 35:23 - 19. listopda 2006. Koteks Split – Osijek Elektromodul 23:19 - 15. listopada 2006. Karlovac – Zagreb 25:35 Skupina B - 14. listopada 2006. Moslavina – Našice 33:27 - 14. listopada 2006. Đakovo – Zamet 30:29 - 15. listopada 2006. Dubrava – Perutnina Pipo IPC 30:29 - 15. listopada 2006. Agram Medveščak – Metković 34:25 | Skupina A - 21. listopada 2006. Karlovac – Crikvenica 28:14 - 21. listopada 2006. Poreč – Koteks Split 25:25 - 22. listopada 2006. Gorica – Varteks Di Caprio 27:30 - 9. studenog 2006. Osijek Elektromodul – Zagreb 26:26 Skupina B - 21. listopada 2006. Đakovo – Perutnina Pipo IPC 31:40 - 21. listopada 2006. Našice – Metković 27:25 - 21. listopada 2006. Dubrava – Moslavina 40:27 - 21. listopada 2006. Agram Medveščak – Zamet 35:25 | Skupina A - 28.listopada.2006. Poreč – Osijek Elektromodul 25:30 - 4.studeni 2006. Varteks di Caprio – Karlovac 30:30 - 4.studeni 2006. Koteks Split – Gorica 35:26 - 14.studeni 2006. Crikvenica – Zagreb 20:38 Skupina B - 4.studeni 2006. Zamet – Metković 23:23 - 4. studenog 2006. Moslavina – Đakovo 34:27 - 4. studenog 2006. Perutnina Pipo IPC – Agram Medveščak 33:30 - 4.studeni 2006. Dubrava – Našice 33:28                    |
| Skupina A - 11. studenog 2006. Osijek Elektromodul – Crikvenica 28:17 - 14. studenog 2006. Zagreb – Varteks Di Caprio 43:22 - 15. studenog 2006. Gorica – Poreč 32:28 - 29. studenog 2006. Karlovac – Koteks Split 28:24 Skupina B - 11. studenog 2006. Đakovo – Dubrava 30:25 - 11. studenog 2006. Našice – Zamet 33:29 - 11. studenog 2006. Metković – Perutnina Pipo IPC 36:41 - 15. studenog 2006. Agram Medveščak – Moslavina 29:35        | Skupina A - 18. studenog 2006. Koteks Split – Zagreb 25:27 - 18. studenog 2006. Varteks Di Caprio – Crikvenica 30:24 - 18. studenog 2006. Poreč – Karlovac 35:26 - 19. studenog 2006. Gorica – Osijek Elektromodul 24:27 Skupina B - 16. studenog 2006. Đakovo – Našice 32:36 - 17. studenog 2006. Perutnina Pipo IPC – Zamet 33:31 - 18. studenog 2006. Moslavina – Metković 30:26 - 30. studenog 2006. Dubrava – Agram Medveščak 28:37       | Skupina A - 25. studenog 2006. Osijek Elektromodul – Varteks Di Caprio 27:20 - 25. studenog 2006. Zagreb – Poreč 43:26 - 25. studenog 2006. Karlovac – Gorica 32:22 - 25. studenog 2006. Crikvenica – Koteks Split 27:25 Skupina B - 25. studenog 2006. Našice – Perutnina Pipo IPC 27:27 - 25. studenog 2006. Zamet – Moslavina 23:23 - 25. studenog 2006. Agram Medveščak – Đakovo 37:28 - 25. studenog 2006. Metković – Dubrava 27:27    |
| Skupina A - 21. studenog 2006. Gorica – Zagreb 25:41 - 1. prosinca 2006. Poreč – Crikvenica 40:36 - 3. prosinca 2006. Koteks Split – Varteks Di Caprio 33:30 - 13. prosinca 2006. Karlovac – Osijek Elektromodul 30:29 Skupina B - 30. studenog 2006. Agram Medveščak – Našice 41:30 - 30. studenog 2006. Dubrava – Zamet 28:27 - 30. studenog 2006. Đakovo – Metković 32:29 - 30. studenog 2006. Moslavina – Perutnina Pipo IPC 37:31          | Skupina A - 16. studenog 2006. Zagreb – Karlovac 30:22 - 9. prosinca 2006. Varteks Di Caprio – Poreč 33:39 - 9. prosinca 2006. Crikvenica – Gorica 35:36 - 16. prosinca 2006. Osijek Elektromodul – Koteks Split 35:25 Skupina B - 6. prosinca 2006. Perutnina Pipo IPC – Dubrava 39:28 - 9. prosinca 2006. Metković – Agram Medveščak 37:33 - 9. prosinca 2006. Našice – Moslavina 31:28 - 9. prosinca 2006. Zamet – Đakovo 35:20             | |

### Drugi dio natjecanja
Hrvatski prvaci su rukometaši RK "Zagreba".

## Poveznice
- 2. HRL 2006./07.
- 3. HRL 2006./07.
- Prva hrvatska rukometna liga
- Hrvatski rukometni kup